# Daniel Stelter (Musiker)

Jazzgitarrist Daniel Stelter, 2017

Daniel Stelter (* 1977 in Wiesbaden) ist ein deutscher Jazz-Gitarrist und Komponist.

## Leben
Stelter begann im Alter von acht Jahren Gitarre zu spielen und wurde durch seine Geschwister musikalisch beeinflusst. 1992 begleitete er seinen Bruder bei Jugend musiziert und nahm später an weiteren Wettbewerben wie Jugend jazzt teil. Nachdem er das Abitur absolvierte, studiert er bei Norbert Scholly Jazz-Gitarre an der Johannes-Gutenberg-Universität in Mainz. Auch war er Teil des Bundesjazzorchesters, mit dem er auf Tour ging und auf dem Album On Tour (1999) zu hören ist.
Seit 2008 spielt Stelter mit seinem Quartett bestehend aus Ulf Kleiner (Piano), Tommy Baldu (Schlagzeug) und Michael Paucker (Bass) Eigenkompositionen und veröffentlichte außerdem vier Alben, zunächst Homebrew Songs (Herzog Records 2009). Im Duo mit Lulo Reinhardt entstand das Album Live in der Stadtkirche. Zudem arbeitete er mit Musikern wie Joo Kraus, Till Brönner, Annett Louisan, Andreas Gabalier und Matthias Vogt zusammen. Auch trat er mehrmals mit dem Sänger Cosmo Klein auf und begleitete Maya Saban.
Seit 2014 ist Stelter in der bei VOX ausgestrahlten Sendung Sing meinen Song zu sehen. Außerdem war er mit der Band Heavytones Teil des Deutschen Comedypreis 2020; von 2021 bis 2024 spielt er als Teil der Band in der Neuauflage der Show TV total. Er ist auch auf Alben von Olaf Schönborn, Marc Secara, Jessica Gall, Sarah Connor, Christina Stürmer, Ringsgwandl, Wolfgang Haffner und Stephanie Neigel zu hören.
Stelter ist Vater dreier Töchter.